# Arrowsic
Arrowsic és una població dels Estats Units a l'estat de Maine (EUA). Segons el cens del 2000 tenia 477 habitants.

## Demografia
Segons el cens del 2000, Arrowsic tenia 477 habitants, 196 habitatges, i 137 famílies. La densitat de població era de 23,7 habitants per km².
Dels 196 habitatges en un 31,6% hi vivien nens de menys de 18 anys, en un 63,8% hi vivien parelles casades, en un 3,1% dones solteres, i en un 29,6% no eren unitats familiars. En el 21,9% dels habitatges hi vivien persones soles el 7,1% de les quals corresponia a persones de 65 anys o més que vivien soles. El nombre mitjà de persones vivint en cada habitatge era de 2,43 i el nombre mitjà de persones que vivien en cada família era de 2,85.
Per edats la població es repartia de la següent manera: un 23,1% tenia menys de 18 anys, un 3,8% entre 18 i 24, un 25,8% entre 25 i 44, un 35,8% de 45 a 60 i un 11,5% 65 anys o més.
L'edat mediana era de 44 anys. Per cada 100 dones de 18 o més anys hi havia 92,1 homes.
La renda mediana per habitatge era de 53.250 $ i la renda mediana per família de 61.875 $. Els homes tenien una renda mediana de 36.023 $ mentre que les dones 31.458 $. La renda per capita de la població era de 29.597 $. Cap de les famílies i l'1,2% de la població estaven per davall del llindar de pobresa.